# Diaulota oharai
Diaulota oharai (лат.) — вид коротконадкрылых жуков рода Diaulota из подсемейства Aleocharinae. Встречаются по тихоокеанскому побережью Японии (Хоккайдо). Обитают в приливно-отливной литоральной зоне скалистых берегов. Назван в честь M. Ôhara, собравшему типовую серию и за помощь в работе.

## Описание
Жуки-стафилиниды мелкого размера, длина тела 2,7—3,2 мм. Основная окраска красновато-коричневая, глаза и усики чёрные. От близких видов отличается следующими признаками: инфраорбитальный киль полный, доходит до глаз; голова продолговатая, длиннее ширины; антенномеры 8—10 поперечные; лабрум не крупный; мандибулы менее вытянутые; лабиальные пальпы с 2 члениками; лигула без мелких волосков; метум с более глубокой передней эмаргинацией. Формула члеников лапок 4-4-5. Задние крылья отсутствуют.